# Air Finland
Air Finland – nieistniejąca fińska linia lotnicza z siedzibą w Helsinkach. Głównym węzłem był port lotniczy Helsinki-Vantaa. 26 czerwca 2012 linie lotnicze Air Finland ogłosiły upadłość.